# Seznam golfových pojmů
Toto je seznam golfových pojmů, které jsou běžně používány mezi golfisty.
- akademie - krátké cvičné jamky pro začátečníky
- albatros - tři rány pod par jamky
- backspin - zpětná rotace míčku
- bag - vak na nošení holí
- bunker - písečná překážka
- bunkershot - rána zahraná z písečné překážky
- birdie - jedna rána pod par jamky
- birdiekarta - podrobný popis jamek celého hřiště
- bogey - jedna rána nad par jamky
- bounce - úhel zaoblení dna hlavy hole (u želez a wedge)
- caddie - nosič bagu s holemi
- carry - vzdálenost odpáleného míčku do jeho prvního dopadu na zem
- cut - snížení počtu hráčů v turnaji, nejčastěji po dvou kolech, lepší část postupuje do dalších kol
- divot (také "řízek") - drn trávy vyseknutý při úderu ze země
- dlouhá hra - rány z odpaliště nebo z jiných míst, kde je důležitá vzdálenost
- doběh - vzdálenost překonaná setrvačností míče
- dogleg - zatáčející fairway
- draw - trajektorie míčku stáčející se za letu mírně zprava doleva
- drive - první odpal na jamkách s parem 4 a 5, obvykle hraný driverem
- driver - nejdelší hůl pro rány z odpaliště, může být také dřevo číslo jedna
- driving range - cvičná, tréninková louka nebo jiná plocha, odpaliště
- drop - spuštění míče na zem z ruky ve výši kolene po zahrání mimo hřiště (v souladu s pravidly)
- dřevo - hůl pro nejdelší rány, dříve s mohutnou dřevěnou hlavou, po čemž jí zůstal tradiční název, dnes s hlavou kovovou a dutou
- eagle - dvě rány pod par na jamce
- eso - pokud hráč trefí přímo z odpaliště míček do jamky na jeden pokus
- fade - trajektorie míčku stáčející se za letu mírně zleva doprava
- face - ta strana hlavy hole, kterou se odpaluje míček
- fairway - nakrátko střižená tráva mezi odpalištěm a jamkovištěm; je to optimální cesta k jamce
- flight - skupina hráčů na hřišti (2 - 4)
- Fore! [fór] - varovný výkřik upozorňující na možné zasažení míčem
- green - jamkoviště s jamkou a trávou nejníže střiženou
- green fee - poplatek za hru
- greenkeeper - golfový zahradník
- grip - rukojeť hole
- handicap (HCP) - vyjádření výkonnosti hráče (amatéra) počtem ran nad par
- hazard - překážka, písečná nebo vodní
- hole-in-one - jamka zahraná na jeden úder
- hook - trajektorie míčku stáčející se za letu výrazně zprava doleva
- hra na jamky - počítají se výhry na jednotlivých jamkách
- hra na rány - počítají se dohromady všechny rány
- hybrid - hole pro dlouhé rány kombinující vlastnosti dřev a želez
- chip - nízký úder pro přiblížení se k jamce s dlouhým doběhem
- chipin - chip, který skončí v jamce
- impact - okamžik kontaktu hole s míčkem
- jamka - dráha mezi odpalištěm a jamkovištěm nebo díra vyvrtaná v jamkovišti, do níž má spadnout míček
- krátká hra - přihrávky na jamkoviště a putty do jamky
- lob - vysoký úder
- loft - úhel sklonu odpalové plochy hlavy hole
- markování - označení polohy míčku při dohrávání na greenu
- mulligan [maligen] - v přátelské hře označení pro beztrestné hraní další rány po neúspěšném odpalu, kdy míček jen spadne z týčka nebo si to zamíří rovnou do lesa nebo vodní překážky
- odpaliště - plocha, ze které se odpaluje první rána na jamce; může být různá pro muže, pro ženy, pro profesionály…
- out - místo mimo hřiště označené bílými kolíky
- par - určená norma ran na jamce nebo na celém hřišti
- pitch - vysoký úder pro přiblížení se k jamce s krátkým doběhem
- pitch mark - důlek v jamkovišti po dopadu míčku (golfová etiketa velí tuto stopu uvést do původního stavu)
- putt - rána na jamkovišti
- putter - hůl pro puttování (hru v jamkovišti)
- rough - vysoká tráva na okrajích fairwaye
- set - sada holí, je povoleno nejvýše 14 holí (většinou 3 dřeva, 10 želez a jeden putter)
- shaft - násada hole
- skórkarta - sčítací lístek pro zápis výsledků hry
- stableford - hra na body
- slice - trajektorie míčku stáčející se za letu výrazně zleva doprava
- sweetspot - ideální místo na ploše hlavy hole k trefení míčku
- tee (také týčko) -  odpaliště nebo stojánek při první ráně z odpaliště
- tee time - startovní čas flightu
- wedge - hole (železa) s vysokým loftem pro krátké a obtížné rány
- železo - hole s ocelovou hlavou pro středně dlouhé a krátké rány